# Primghar, Iowa
Primghar là một thành phố thuộc quận O'Brien, tiểu bang Iowa, Hoa Kỳ. Năm 2010, dân số của thành phố này là 909 người.

## Dân số
Dân số qua các năm:
- Năm 2000: 891 người.
- Năm 2010: 909 người.